# Miki (Hyōgo)
Miki (三木市 Miki-shi?) es una ciudad localizada en la prefectura de Hyōgo, Japón. En junio de 2019 tenía una población estimada de 75.317 habitantes y una densidad de población de 427 personas por km². Su área total es de 176,51 km². El 24 de octubre de 2005, la ciudad de Yokawa (del distrito de Mino) se fusionó con Miki.

## Geografía

### Localidades circundantes
- Prefectura de Hyōgo
  - Kōbe
  - Sanda
  - Kakogawa
  - Ono
  - Katō
  - Inami

## Demografía
Según datos del censo japonés, la población de Miki ha disminuido en los últimos años.
| Año del censo | Población |
| ------------- | --------- |
| 1995          | 86.562    |
| 2000          | 86.117    |
| 2005          | 84.361    |
| 2010          | 81.009    |
| 2015          | 77.178    |

## Ciudades hermanadas
Miki están hermanadas con las siguientes ciudades:
- Visalia, California, Estados Unidos.
- Corowa, Nueva Gales del Sur, Australia.